# Hummelsbütteler Moorgraben
Der Hummelsbütteler Moorgraben ist ein ca. 1,3 Kilometer langer Graben in Hamburg-Hummelsbüttel und linker Nebenfluss des Raakmoorgrabens.
Er entspringt südlich der Straße Hattsmoor im Wilden Moor. Auf Satellitenbildern ist allerdings zu erkennen, dass er weiter nördlich beginnt. Von dort verläuft er Richtung Süden und mündet im Raakmoor in den Raakmoorgraben.
Der Hummelsbütteler Moorgraben ist bereits auf einer Karte aus dem 19. Jahrhundert erkennbar.